# Dasybregma
Dasybregma là một chi bướm đêm thuộc phân họ Tortricinae của họ Tortricidae.

## Các loài
- Dasybregma gypsodoxa Diakonoff, 1983